# Ruben Östlund

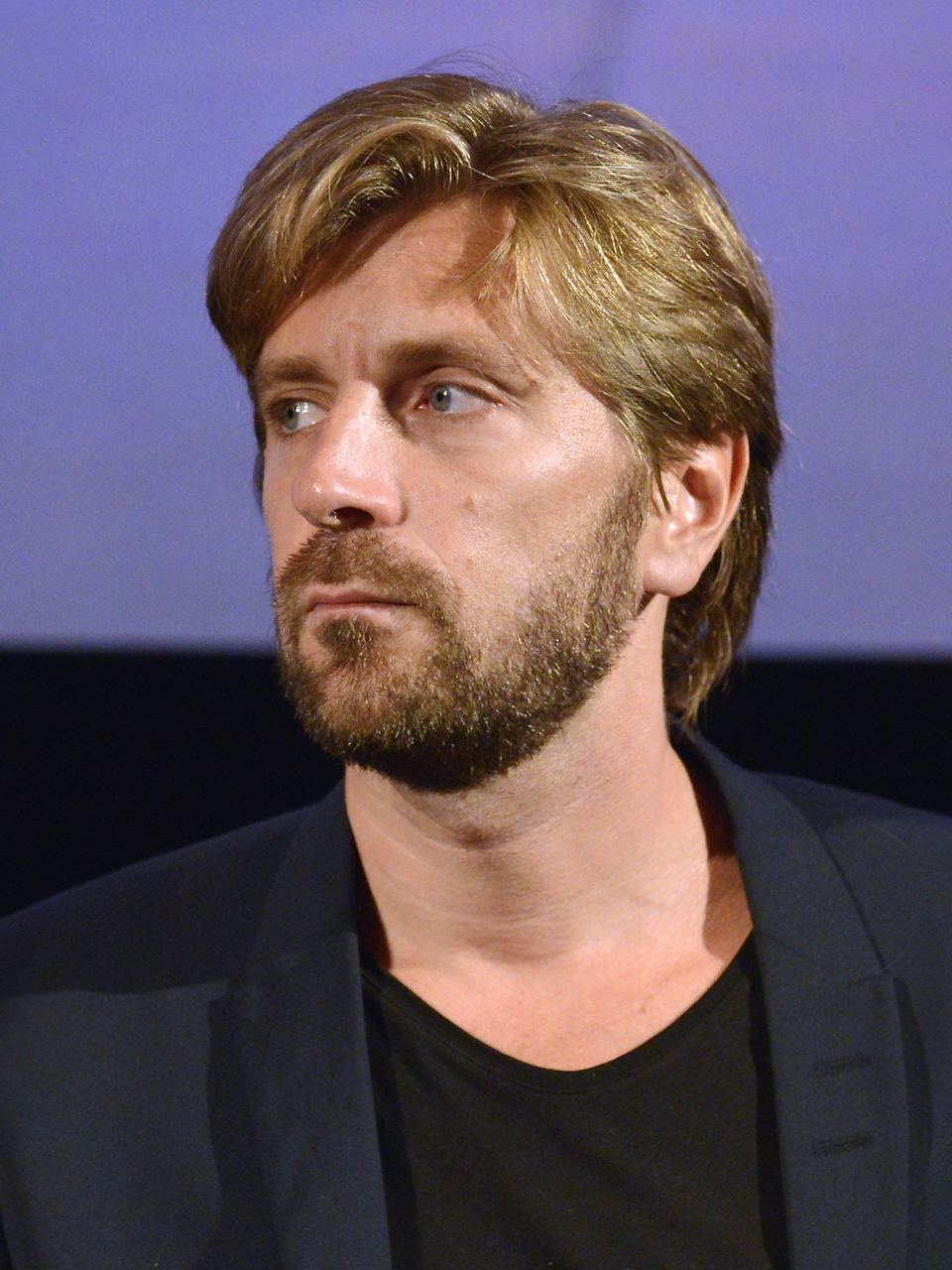
Ruben Östlund (2014)

Claes Olle Ruben Östlund (* 13. April 1974 in Styrsö, Västra Götalands län, Schweden) ist ein schwedischer Filmregisseur und Drehbuchautor. Für seine Spielfilme The Square (2017) und Triangle of Sadness (2022) wurde er jeweils mit der Goldenen Palme des Filmfestivals von Cannes geehrt.

## Leben
Nachdem Ruben Östlund Anfang der 1990er einige Skifilme produziert hatte, beschloss er im Jahr 1998, sich an der Högskolan för Fotografi och Film in Göteborg für ein dreijähriges Studium einzuschreiben, das er 2001 beendete. Neben vereinzelten Kurzfilmen und Dokumentationen veröffentlichte er 2004 mit Gitarrmongot seinen ersten Spielfilm. Um diesen Film zu realisieren, setzte er auf Laiendarsteller. Mit Ausnahme von Maria Lundqvist waren auch in seinem zweiten Spielfilm Involuntary von 2008, für den er jeweils eine Guldbaggen-Nominierung in den Kategorien Beste Regie und Bestes Drehbuch erhielt, ausschließlich Laiendarsteller im Einsatz.
In seinem dritten Spielfilm Play – Nur ein Spiel? arbeitete er abermals mit Laiendarstellern zusammen. Der Film erzählt die Geschichte einer afrikanischen Unterschichtbande, welche durch dubiose Tricks weiße Mittelschichtkinder bestiehlt. Als der Film in Schweden veröffentlicht wurde, war Östlund fast täglich rassistischen Anschuldigungen ausgesetzt. Doch internationale Kritiker, die den Film auf Filmfesten wie den Internationalen Filmfestspielen von Cannes 2011 oder dem Tromsø Internasjonale Filmfestival sahen, waren der Meinung, dass der Film gekonnt mit den rassistischen Vorurteilen spiele, und lobten den Film durchgängig. Der Film wurde unter anderen in Tromsø mit dem Publikumspreis und dem Friedenspreis ausgezeichnet. Beim schwedischen Filmpreis Guldbaggen erhielt Östlund erstmals die Auszeichnung für die Beste Regie.
2014 schrieb Östlund das Drehbuch und führte Regie an dem Spielfilm Höhere Gewalt mit Johannes Bah Kuhnke und Lisa Loven Kongsli in den Hauptrollen. Vom film-dienst als „formal brillantes Drama“ gelobt, „als von satirischen Tönen durchdrungene Bestandsaufnahme der Kleinfamilie und ihrer Rollenbilder“, gewann Östlunds vierter Spielfilm über 30 internationale Film- und Festivalpreise und wurde für den Oscar und Golden Globe Award jeweils in der Kategorie „Bester fremdsprachiger Film“ nominiert. In Schweden gewann der Regisseur den Guldbaggen in den Kategorien Regie, Drehbuch und Schnitt, während sich Höhere Gewalt in der Kategorie Bester Film u. a. gegen Roy Anderssons Eine Taube sitzt auf einem Zweig und denkt über das Leben nach durchsetzen konnte.
Nach dem Erfolg von Höhere Gewalt inszenierte Östlund mit The Square (2017) ein ähnlich satirisches Drama, das in der Stockholmer Kunstszene angesiedelt ist. Der Film lief im Wettbewerb des Filmfestivals von Cannes, wo Östlund  als erster schwedischer Regisseur die Goldene Palme gewann. Bei der Verleihung des Europäischen Filmpreises 2017 folgten Auszeichnungen in allen fünf nominierten Kategorien – bester Film, beste Filmkomödie, bester Darsteller (Claes Bang) sowie der Regie- und Drehbuchpreis für Östlund. 2018 folgten Oscar- und Golden-Globe-Nominierungen jeweils in der Kategorie Bester fremdsprachiger Film.
Sein Film Triangle of Sadness feierte im Mai 2022 bei den Filmfestspielen in Cannes seine Premiere und brachte ihm seine zweite Goldene Palme ein. Auch wurde das Werk mit vier Europäischen Filmpreisen ausgezeichnet.
Ausgerechnet vom weltweit glamourösesten Filmfestival für seine rigorose Sozialsatire ausgezeichnet zu werden, findet der Regisseur unproblematisch. Eine Ablehnung der Palme habe er nie erwogen, wie Östlund im Gespräch mit der Luzerner Zeitung erzählt: „Nein, ich möchte jetzt auch noch eine dritte Palme haben! (Lacht) Für mich ist der Preis Fiktion, das nehme ich nicht allzu ernst.“
2018 wurde er in die Academy of Motion Picture Arts and Sciences berufen, die jährlich die Oscars vergibt. Östlund war Jurypräsident bei den 76. Internationalen Filmfestspielen von Cannes.

## Filmografie (Auswahl)
- 2004: Gitarrmongot
- 2005: Scen nr: 6882 ur mitt liv
- 2006: Nattbad
- 2008: Involuntary (De ofrivilliga)
- 2009: Händelse vid bank
- 2011: Play – Nur ein Spiel? (Play)[9]
- 2014: Höhere Gewalt (Turist)
- 2017: The Square
- 2022: Triangle of Sadness

## Auszeichnungen (Auswahl)

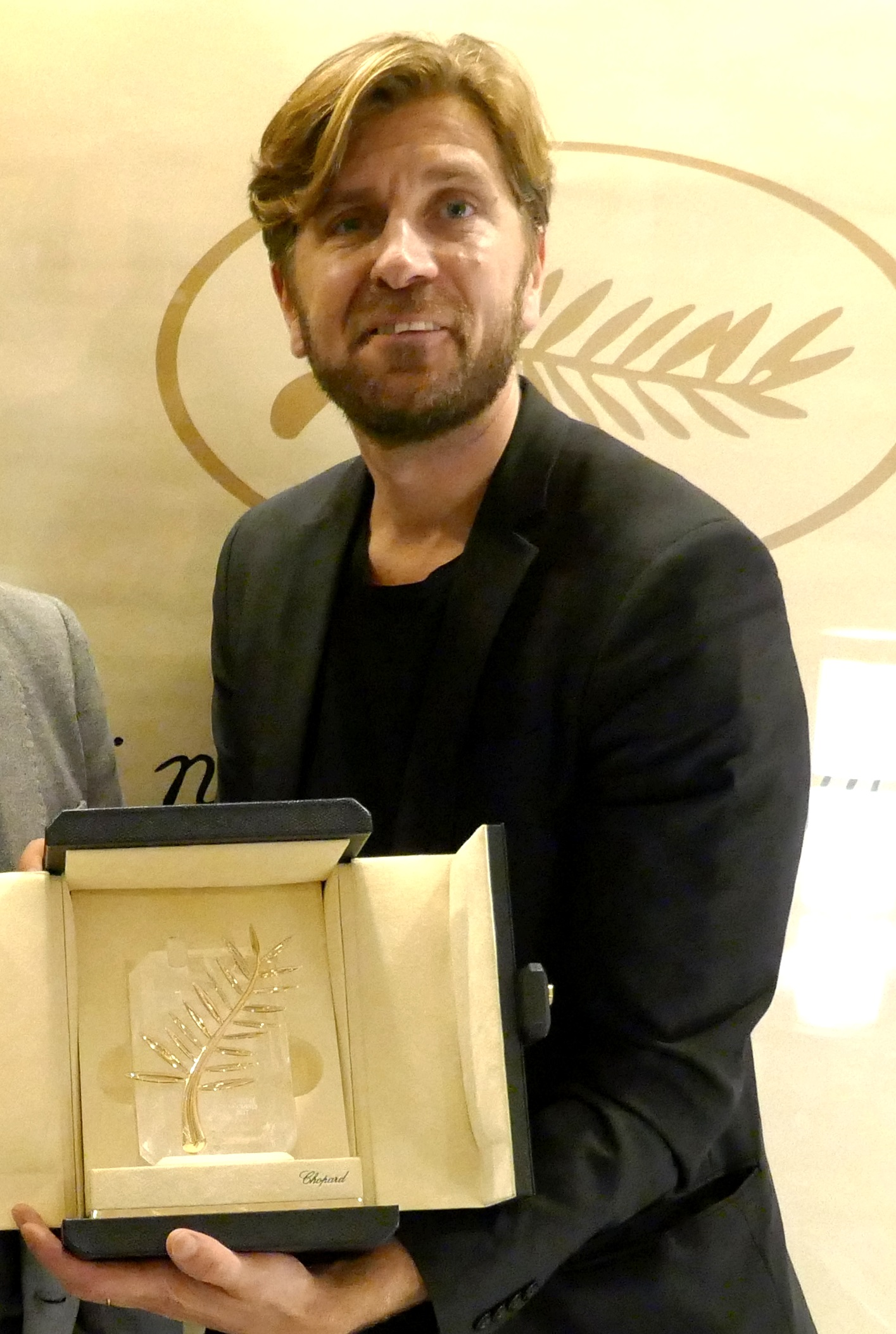
Östlund mit der gewonnenen Goldenen Palme für The Square (2017)

Internationale Filmfestspiele Berlin / Berlinale Shorts
- 2010: Goldener Bär für Händelse vid Bank (Incident by a Bank)

Internationale Filmfestspiele von Cannes
- 2017: Goldene Palme für The Square
- 2022: Goldene Palme für Triangle of Sadness

Europäischer Filmpreis
- 2017: Beste Regie und Bestes Drehbuch für The Square

Guldbagge
- 2009: Nominierung für das Beste Drehbuch für De ofrivilliga
- 2009: Nominierung für die Beste Regie für De ofrivilliga
- 2012: Nominierung für das Beste Drehbuch für Play
- 2012: Auszeichnung für die Beste Regie für Play
- 2015: Auszeichnung für die Beste Regie, das Beste Drehbuch und den Besten Schnitt für Höhere Gewalt

San Sebastián International Film Festival
- 2022: Nominierung für den Publikumspreis / City of Donostia Audience Award für Triangle of Sadness

Oscar
- 2023: Nominierung für das Beste Originaldrehbuch für Triangle of Sadness
- 2023: Nominierung für die Beste Regie für Triangle of Sadness